# Bahía de Uchiura
La bahía de Uchuira (内浦湾 Uchiura-wan?) o bahía de Funka (噴火湾 Funka-wan?, bahía Erupción) es una bahía ubicada en el sureste de la isla de Hokkaidō al norte de Japón. También se le conoce como bahía de Iburi (胆振湾 Iburi-wan?) o bahía Volcán.

## Historia

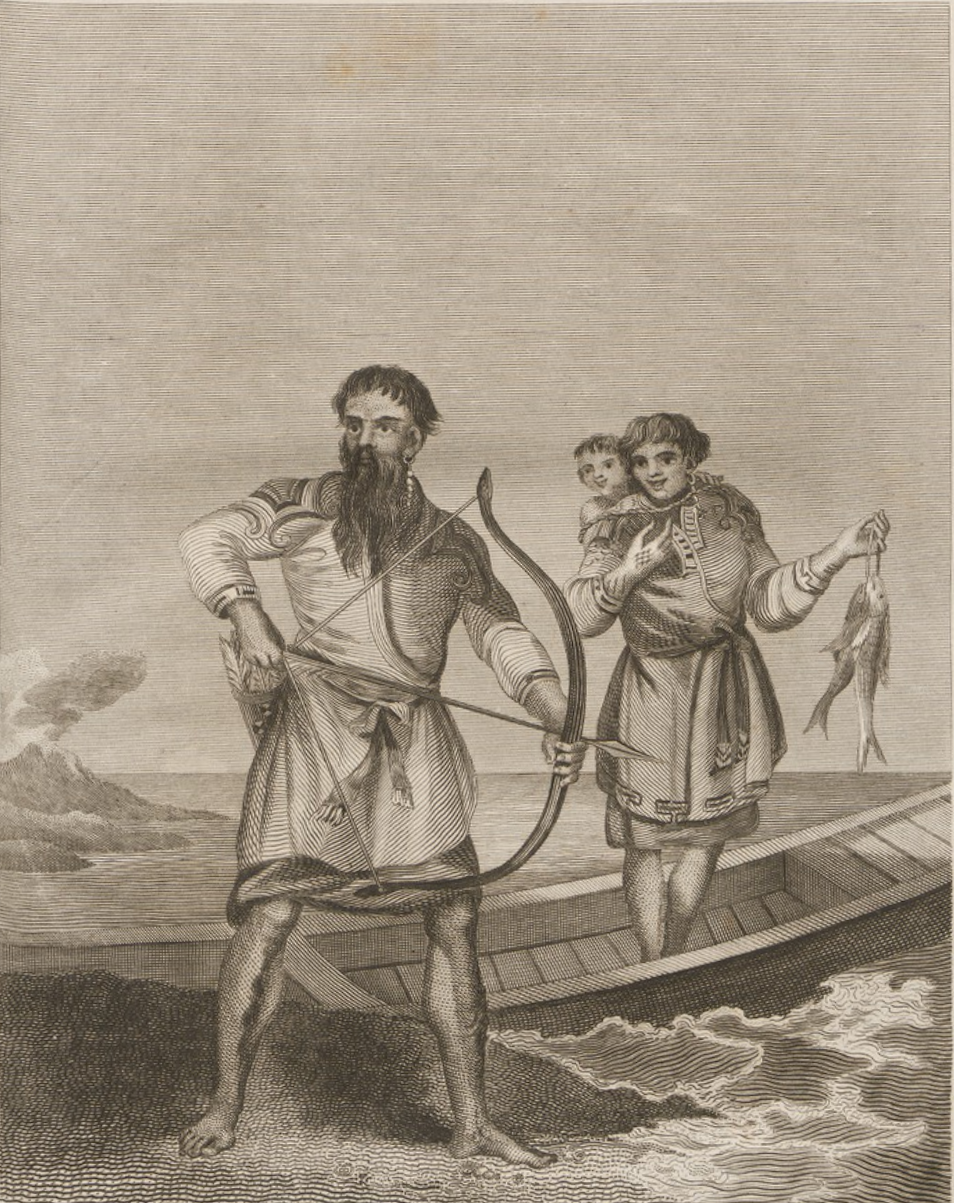
Un boceto de una familia ainu que vive cerca de la bahía de Uchiura durante el viaje del comandante Broughton en el HMS Providence.

La costa de la bahía de Uchiura fue colonizada por primera vez por el pueblo jōmon ya en el año 4000 antes de nuestra era. Estos asentamientos se hallaron a lo largo de su costa, como el sitio Ōfune, en donde el pueblo jōmon dependía de la masa de agua para las rutas comerciales a otros asentamientos jōmon en la parte norte de Tōhoku. En la historia moderna, el comandante de la marina real William Robert Broughton y su tripulación a bordo del HMS Providence cartografiaron la bahía a fines del siglo XVIII, durante la erupción del Monte Usu que se está cerca. Debido a la actividad volcánica, en 1796 la bautizaron como «bahía Volcán» (Volcano Bay). El comandante Broughton y su tripulación se relacionaron bastante con los ainu y los japoneses que vivían alrededor de la bahía mientras inspeccionaban la costa de la bahía. En una cena intercambiaron mapas con los japoneses y conversaron en ruso.

## Geografía
La bahía de Uchiura es una bahía ubicada al este de la península de Oshima que sobresale de la esquina suroeste de Hokkaidō en dirección sur hacia Honshu y al sur de la subprefectura de Iburi. Es una subdivisión del océano Pacífico y se extiende sobre un área total de 2485 kilómetros cuadrados. Una línea de 30,2 kilómetros entre Hokkaidō Koma-ga-take y el cabo Chikiu marca su apertura al océano Pacífico. Se le ha conocido como «bahía Erupción» y como «bahía Volcán» debido a la erupción del monte Usu en el tiempo en que la bahía estaba siendo cartografiada por exploradores occidentales a fines del siglo XVIII. Además del monte Usu, también existen otros volcanes siguiendo la línea de la costa de la bahía de Uchiura. Otro nombre con el que se le ha conocido es «bahía de Iburi», probablemente debido a su proximidad a la subprefectura de Iburi.

## Fauna y flora
La bahía constituye una unión entre la vida marina ártica que se encuentra en las aguas alrededor del norte de Hokkaidō y el este de Rusia y el ecosistema marino más templado que se encuentra en el resto de Japón. Viven en las aguas de la bahía el eperlano arcoiris, la lamprea japonesa, peces platija, varias especies de mariscos y algas. Los residentes de la localidad de Toyoura en la costa norte de la bahía fueron los primeros que comenzaron a cultivar vieiras en la bahía.
En la mitología ainu existe la creencia de que un pulpo gigante de tipo kamui vive en la bahía de Uchiura. Se conoce a esta criatura de estilo kraken como Akkorokamui y Akkorokamui para los ainu y los japoneses, respectivamente.